# 迪化府
迪化府（穆麟德轉寫：di hūwa fu），清朝新疆省所轄的一府，省會駐地。原為迪化直隸州，新疆建省後由甘肅省改隸新疆省。光緒十二年（1886年），升迪化州為迪化府，隸屬於鎮迪道。府治在迪化縣（今烏魯木齊市轄區及烏魯木齊縣部份地區），領五縣。光緒二十九年（1903年）析置孚遠縣。中華民國成立後裁撤迪化府。後改為迪化市，1954年改名為乌鲁木齐市。
迪化府城為新疆巡撫、新疆布政使、提學使、鎮迪道駐地。

## 行政区划
| 縣名   | 建置年代 | 考語           | 所領回莊、轄區     |
| ------ | -------- | -------------- | ------------------ |
| 迪化縣 | 1886年   | 衝、繁、難，倚 | 轄六十七回莊       |
| 奇臺縣 | 1776年   | 衝、繁、難     | 縣境分區三十六     |
| 阜康縣 | 1776年   | 衝、繁、難     | 縣境分區二十七     |
| 昌吉縣 | 1777年   | 衝、繁         | 轄四回莊及呼圖壁城 |
| 綏來縣 | 1779年   | 衝、繁、難     | 轄十一大回莊       |
| 孚遠縣 | 1903年   | 衝、繁、難     | 轄二十五回莊       |